# The Adventures of Mighty Max
Pour les articles homonymes, voir Mighty Max.
The Adventures of Mighty Max est un jeu vidéo d'action et de plates-formes développé par WJS Design et édité par Ocean Software, sorti en 1994 sur Mega Drive.
Le jeu se base sur la série télévisée et la gamme de jouet Mighty Max.